# Cerkiew św. Michała Archanioła w Zalesiu (prawosławna)
Cerkiew św. Michała Archanioła w Zalesiu (ukr. Церква святого Архістратига Михаїла) – cerkiew prafialna Kościoła Prawosławnego Ukrainy) w Zalesiu (hromada Zawodśke, rejon czortkowski, obwód tarnopolski).

## Historia
W 1893 roku na koszt wspólnoty greckokatolickiej (dominującej w ówczesnym galicyjskim Zalesiu) rozpoczęto budowę murowanej świątyni na miejscu drewnianej cerkwi, którą ukończono w 1895 roku. Cerkiew została pomalowana w 1898 roku i odnowiona w 1978 roku. W kaplicy w Młynkach i na dzwonnicy zachowały się fragmenty starej cerkwi zbudowanej w 1765 roku.
Po  pseudosoborze lwowskim (1946) i wcieleniu ukraińskiego Kościoła greckokatolickiego w struktury Rosyjskiego Kościoła Prawosławnego cerkiew stała się świątynią prawosławną.
W 1990 roku, po odrodzeniu Kościoła greckokatolickiego na Ukrainie, cerkiew pozostała w rękach wspólnoty prawosławnej. W 1995 roku cerkiew obchodziła 100-lecie istnienia.
Oprócz cerkwi w Zalesiu znajduje się dwupoziomowa kapliczka (2001), w której co roku na święto Jordanu błogosławi się wodę.